# 퍼핀 브라우저
퍼핀 브라우저(Puffin Browser)는 안드로이드와 iOS 운영 체제용으로 클라우드모사(CloudMosa)가 출시한 웹 브라우저이다. 처리 중 일부를 암호화된 클라우드 서버에서 수행함으로써 웹페이지 로딩 성능을 개선하고 대역폭 사용을 줄이는 구별된 아키텍처를 사용한다.
퍼핀은 플래시 콘텐츠 재생을 위해 어도비 플래시 플레이어를 통합하고 있다. 가상 트랙패드, 게임패드, 온 스크린 키보드 기능도 포함하고 있다. 2013년 10월 이전 특정 시점에 출시되었다.